# Дідіно (Юр'янський район)
Ді́діно (рос. Дидино) — присілок у складі Юр'янського району Кіровської області, Росія. Входить до складу Загарського сільського поселення.
Населення становить 13 осіб (2010, 25 у 2002).
Національний склад станом на 2002 рік — росіяни 100 %.